# Krzysztof Krauze

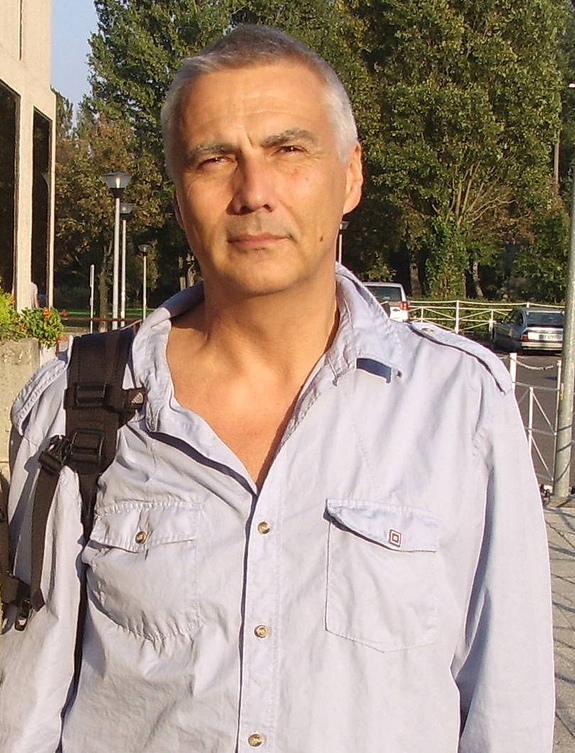
Krzysztof Krauze

Krzysztof Krauze, född 2 april 1953 i Warszawa, död 24 december 2014 i Warszawa, var en polsk filmregissör känd för bl.a. Saviour Square (Plac Zbawiciela, 2006) som han regisserade tillsammans med hustrun Joanna Kos-Krauze. Krauze avled i prostatacancer.